# Castell de Talamanca
El Castell de Talamanca és un edifici del nucli antic de Talamanca (Bages), declarat bé cultural d'interès nacional.

## Història
Formava part de la xarxa de castells adreçats a la defensa dels colons que repoblaren les terres conquerides als sarraïns, i la primera notícia és del 967, quan el comte Sala, fundador del Monestir de Sant Benet de Bages va donar terres i edificacions al terme. En el seu testament sacramental  (1086), Ramon Folc, vescomte de Cardona, llegà el castell a Ermessenda de Cardona i al seu germà, el vescomte Folc II.

El 1121 apareix com a castlà Bernat de Talamanca, i en els fogatges que van de 1365 a 1370 hi apareix el «Castell de Talamancha, d'en Ramon de Talamanca, XXX focs». El 1406, Andrea de Talamanca es casà amb Joan Aimeric (o Aymerich) i al segle següent, Jerònima d'Aimeric es va casar amb Magí Francesc de Planella, senyor de Castellnou de Moià. El 1668, Francesca de Planella i d'Erill es casà amb Joan d'Amat i Despalau, senyor de Castellbell, i l'hereu Josep d'Amat i de Planella va ser el primer marquès de Castellbell.
Durant la Guerra de Successió, les tropes austriacistes de l'exèrcit català de l'interior, capitanejades per Antoni Desvalls i de Vergós, marquès del Poal, feren servir el castell com a base d'operacions en diverses avinenteses. El 13 d'agost del 1714, un gran exèrcit borbònic d'aproximadament 3.500 efectius, sota les ordres del mariscal de camp José Carrillo de Albornoz y Montiel, comte de Montemar, va arribar als peus del castell, on es trobava el marquès i el seu exèrcit, i la casa Mussarra va ser el lloc escollit per per a instal·lar el seu campament. Després van dirigir-se cap a la riera de Talamanca, on es va lliurar una dura batalla, de la que va resultar vencedor l'exèrcit català. Seguidament, aquest va perseguir la tropa borbònica en retirada, que fugia en direcció de Sant Llorenç Savall fins a arribar a Sabadell i van tenir aproximadament 650 baixes, entre morts i ferits, enfront de les 10 baixes dels catalans. La batalla de Talamanca va ser la darrera guanyada per l'exèrcit català a la Guerra de Successió, i les excavacions que s'hi van fer l'any 2008 van permetre recuperar dades i corroborar els fets històrics del 1714. Moltes de les troballes es poden veure al Centre d'Interpretació del Castell,
El 1717, el castell fou enderrocat per ordre de les autoritats borbòniques, i a mitjans del segle xviii, els marquesos de Castellbell hi bastiren un gran casal, conegut com «el castell» o «casal dels marquesos», tot aprofitant les pedres de l'antic. El 1942, era propietat del marquès Salvador de Vilallonga i de Càrcer, i el 1948 ho era de Joan Santamaria, que el 1959 el va vendre a Carles Ventura Tàpies, que hi inicià una sèrie de reformes. El 1976 fou venut a José Yoldi Aranzo, la vídua del qual és l'actual propietària.

## Descripció
De l'antic castell només es conserva la torre rodona coronada amb merlets, molt restaurada i modificada, i algunes restes de murs arrapats al penyal on s'alça aquesta.
A la part de migdia del penyal s'aixeca el nou casal, de planta baixa, i dos pisos. El cos principal és de planta rectangular i està orientat a migdia. La coberta és a dues vessants, amb el carener paral·lel a la façana principal, que queda en una cota superior respecte al carrer del Castell, per la qual cosa hi ha unes amples escales de pedra. Al capdamunt, mitjançant un petit mur de pedra, es forma un pati anterior al casal. El portal d'entrada és d'arc de mig punt adovellat que es recolza damunt brancals formats per carreus rectangulars força desgastats, i un marxapeu d'una sola peça de pedra precedeix la moderna porta de fusta. El portal està lleugerament descentrat, i just al costat hi ha una llosa que té gravada la data de la reconstrucció.
A la mateixa façana, però desplaçat cap a ponent, hi ha un altre portal de dimensions més reduïdes i característics semblants a l'anterior. A la mateixa planta baixa hi alguna espitllera, i se'n intueix alguna altra al segon pis, avui tapiada. Al primer pis, destaquen una antiga finestra reconvertida en balcó i un finestral protegit per una reixa de ferro. Les obertures no segueixen cap criteri estètic, ja que segueixen la distribució interior. Al segon pis destaquen dues obertures (una d'arc rebaixat, fet amb blocs de pedra irregulars, i l'altra de mig punt, adovellat i tapiat) i una finestra amb emmarcament lateral exterior. Les altres finestres que es troben a l'edifici resonen a la tipologia habitual de llinda monolítica de pedra recolzada damunt brancals formats per carreus ben escairats i amb escopidor. El parament és fet mitjançant blocs de pedra força irregulars lligats amb morter de calç o ciment depenent del lloc. Les cantonades estan reforçades amb carreus rectangulars ben escairats. Alguns trossos de façana conserven l'arrebossat de calç original, mentre que la major part dels murs deixen a la vista els blocs de pedra.

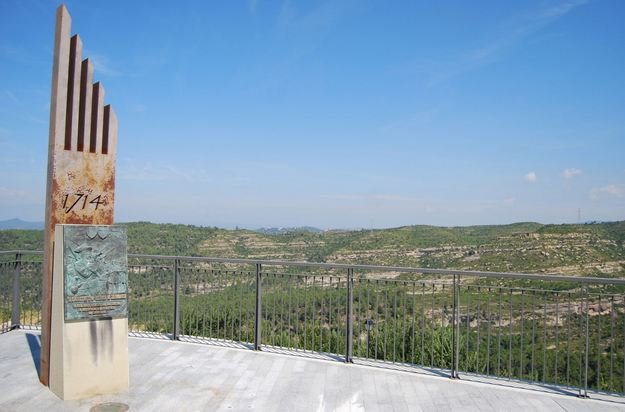
Mirador de la Batalla de Talamanca

### Mirador de la batalla
Situat als peus del castell, té una visió panoràmica completa dels terrenys on es va produir la batalla, a banda i banda de la riera de Talamanca. Més enllà, estenent-se fins a 2 km en una franja de terreny muntanyós, hi ha l'espai on tingueren lloc la majoria dels combats i on es troba la casa de Mussarra, on es van instal·lar les tropes borbòniques. Al mateix mirador hi ha un monument en memòria a l'exèrcit català i panells informatius sobre els fets.